# باب‌المندب

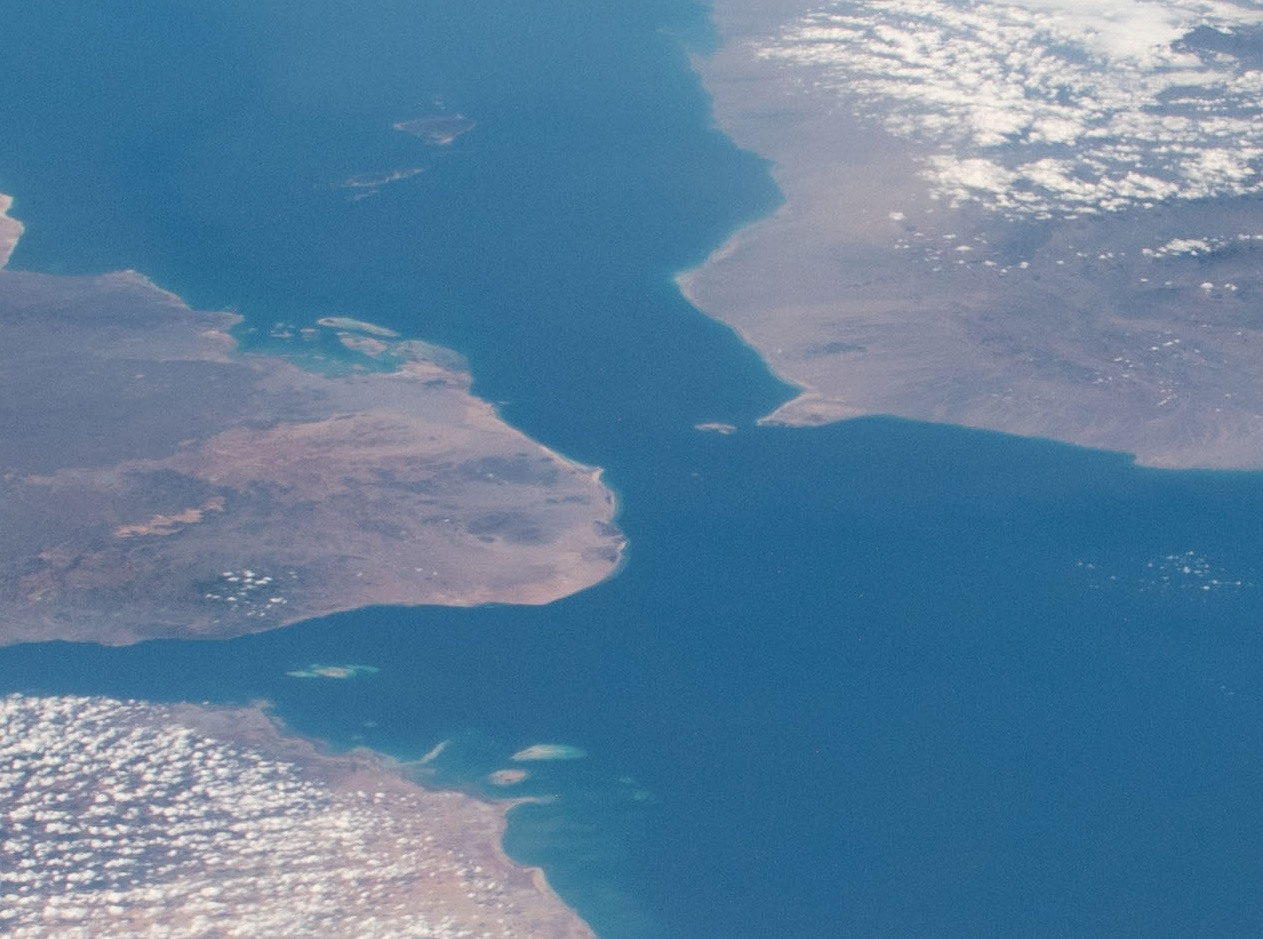
تصویر فضایی تنگه باب المندب

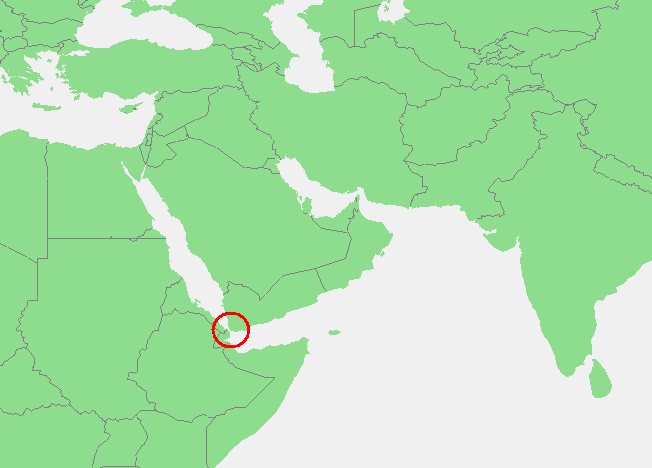
باب‌المندب

تنگه باب‌المَندَب (به عربی: مَضيقُ بابِ المندبِ) به معنای تنگه اشک‌ها، یک تنگه آبی میان کشور یمن و جیبوتی در قسمت جنوبی دریای سرخ که این دریا را به خلیج عدن و سپس به دریای عرب و اقیانوس هند وصل می‌کند. کشتی‌هایی که از طرف اقیانوس هند می‌آیند پس از گذر از باب‌المندب و عبور از طول دریای سرخ می‌توانند راه خود را از کانال سوئز به سوی دریای مدیترانه ادامه دهند.
تنگه باب‌المندب میان یمن و جیبوتی در شاخ آفریقا قرار گرفته است.
در سال ۲۰۰۶ کشتی‌های نفت‌کش روزانه حدود ۳٫۳ میلیون بشکه نفت را از این تنگه عبور دادند. کل نفت حمل‌شده توسط کشتی‌های نفتکش در آن سال ۴۳ میلیون بشکه در روز بود.

## نام
نام این تنگه که معنی تنگه اَشک می‌دهد به خطراتی که دریانوردان حین گذر از این محل با آن روبه‌رو بودند اشاره دارد.
بنا بر افسانه‌های عربی زمین‌لرزه‌ای شاخ آفریقا را از شبه جزیره عربستان جدا کرده و این نام به خاطر تعداد زیاد افرادی که بر اثر آن جان خود را از دست داده‌اند، به این تنگه داده شده است.

## جغرافیا
آبراهه باب‌المندب در فاصلهٔ ۳۶ کیلومتری ناحیهٔ جنوب روستای ذباب در کرانهٔ خلیج عدن واقع شده است، و در حدود ۸۴ کیلومتر از شهر ساحلی مخا دوری دارد.

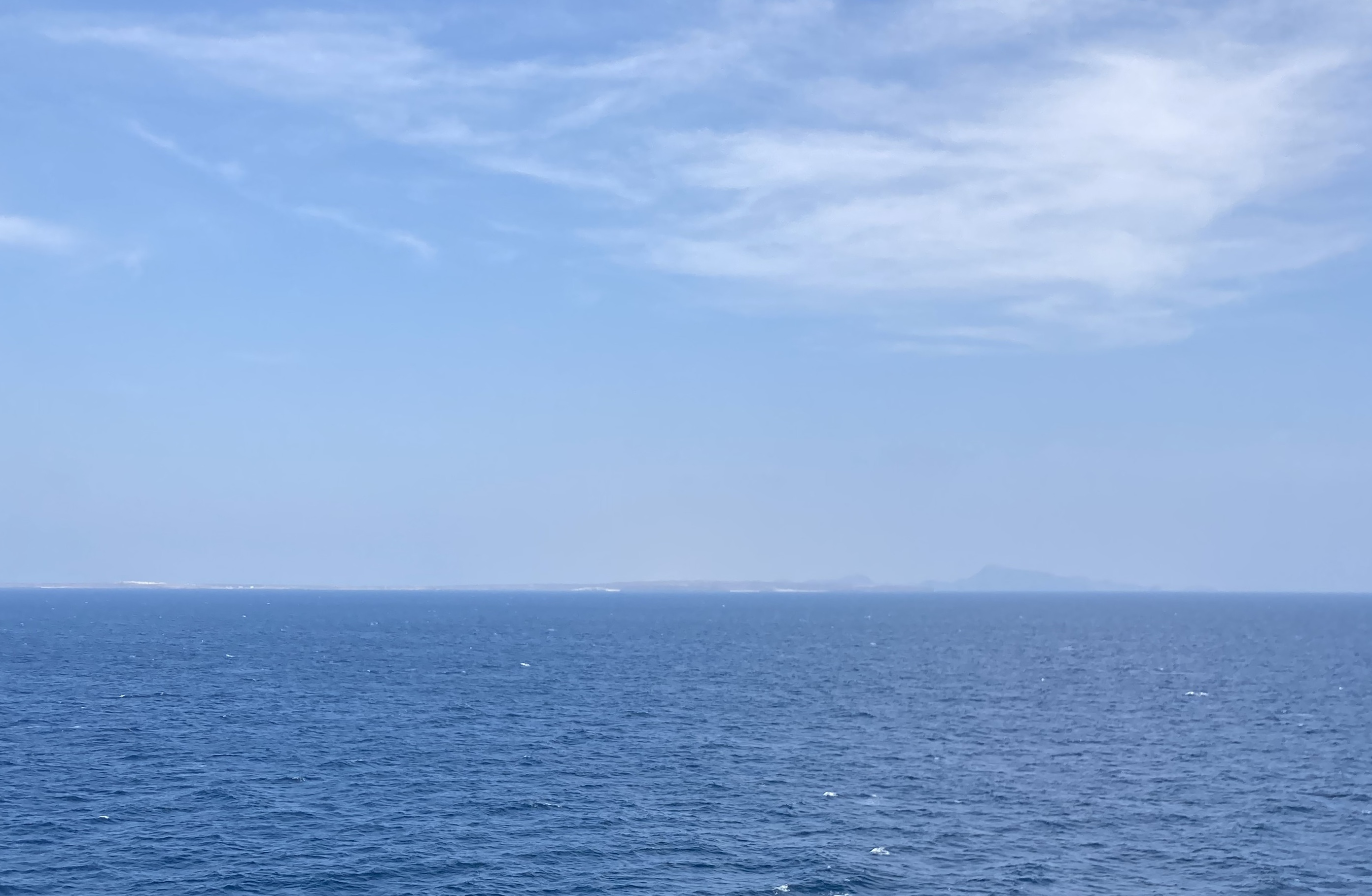
تنگه باب‌المندب با نمایی از جزیره پریم در دوردست

فاصله دو سوی تنگه از رأس منهلی در یمن تا رأس سیان در جیبوتی ۳۰ کیلومتر است. جزیره پریم تنگه باب‌المندب را به دو کانال تقسیم می‌کنند. کانال شرقی به نام تنگه اسکندر نامیده می‌شود و سه کیلومتر پهنا و ۳۰ متر عمق دارد. کانال غربی، دکه المعیون نام گرفته و پهنای آن در حدود ۲۵ کیلومتر و ژرفای آن ۳۱۰ متر است. جریان سطحی آب دریا در کانال شرقی به سمت داخل است، اما در کانال غربی جریانی قوی در زیر آب به سمت بیرون روان می‌باشد.
در آب‌های تنگه باب‌المندب در نزدیکی کرانه جیبوتی گروهی از جزایر کوچک به نام هفت‌برادران سر از آب برآورده‌اند.
 فاصله عرضی تنگه حدود ۲۶ کیلومتر (۱۴ مایل دریایی) از رأس منهلی در یمن تا رأس سیان در جیبوتی است. جزیره پریم این تنگه را به دو کانال تقسیم می‌کند: کانال شرقی که به باب اسکندر (تنگه اسکندر) معروف است، ۵٫۳۷ کیلومتر (۲٫۹۰ مایل دریایی) عرض و ۱۶ فاثم عمق دارد؛ در حالی‌که کانال غربی یا دقت‌المیون، ۲۰٫۳ کیلومتر (۱۱٫۰ مایل دریایی) عرض و ۱۷۰ فاثم عمق دارد. نزدیک ساحل جیبوتی گروهی از جزایر کوچک به نام جزایر هفت‌برادر قرار دارند. در کانال شرقی جریان سطحی به سمت داخل است، اما در کانال غربی یک جریان زیرسطحی قوی به سمت خارج وجود دارد.

### کوه‌های پیرامون
کوه‌های متعددی بر فراز این تنگه پراهمیت قرار دارند. این تنگه از پایه کوه «جبال المندب» گذر می‌کند. ارتفاع این کوه در حدود ۳۰۰ متر از سطح دریا می‌باشد. سپس کوه «شیخ سعید»، و در پایهٔ همین کوه نیز روستایی به همین نام وجود دارد که تعداد ساکنانش بیش از ۶۰ نفر نیست. در سمت مشرق آن کوه «منهلی» است که ارتفاعش در حدود ۳۱۰ متر است، و کوه «جبل مراد» و کوه «العقد» می‌باشد. در کرانه تنگه باب‌المندب روستای المندب واقع شده است و جمعیتش در حدود ۸۰۹ نفر می‌باشد. در بعضی از آثار و سنگ نبشته‌ها آمده است که تاریخ روستای «المندب» به دوران پادشاهی سبا و ذوریدان می‌رسد. همچنین در سمت جنوب روستای المندب، روستای دیگری به نام «بیت الفقیه» وجود دارد ودارای ۸۳۹ نفر جمعیت می‌باشد، ساکنان این روستا به صید و ماهی‌گیری اشتغال دارند.

== پیشینه == 

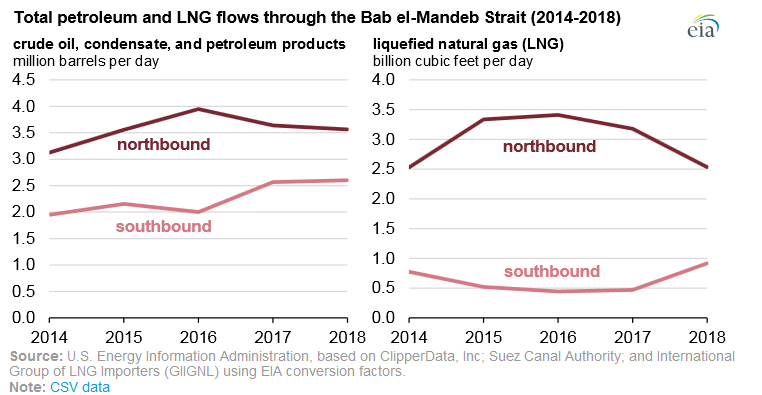
جریان‌های محصولات نفتی و گاز طبیعی مایع از طریق تنگه باب‌المندب، بین سال‌های ۲۰۱۴ تا ۲۰۱۸

رویدادهای زیست‌محیطی و زمین‌ساختی دیرینه در عصر میوسن در این محل برزخی به نام داناکیل ایجاد کرد که یک پل خشکی میان یمن و اتیوپی شد. در خلال صد هزار سال گذشته نوسانات آب دریا به‌طور متناوب باعث باز و بسته شدن تنگه آبی باب‌المندب شده است.
برپایه مدل خاستگاه اخیر آفریقایی انسان امروزی، این تنگه احتمالاً شاهد اولین مهاجرت‌های انسان امروزی به بیرون از آفریقا بوده است. بر اساس این مدل، در آن زمان سطح آب اقیانوس‌ها بسیار پایین‌تر و تنگه‌ها بسیار کم‌عمق‌تر و برخی نیز خشک بوده‌اند و این امر چند موج مهاجرتی را بین قاره‌ها ممکن ساخت.
در روایات کلیسای ارتدکس توحیدی اتیوپی آمده است که تنگه باب‌المندب شاهد نخستین مهاجرت‌های سامیان گَعِزی‌زبان به آفریقا بوده است که مربوط به حدود ۱۹۶۰ پیش از میلاد است یعنی حدوداً هم‌زمان با یعقوب پیامبر.
در سنت عربی آمده است که در روزگاران کهن، آسیا و آفریقا به هم پیوسته بودند، تا اینکه در باب‌المندب از هم جدا شدند. یاقوت حموی نام باب‌المندب را به گذر اکثوم در سده ششم میلادی از دریا به سوی یمن نسبت داده است. دو سنگ‌نوشته سبایی از اوایل سده ششم از «سلسلة المندب» در پیوند با نبرد میان ذونواس و اکثوم یاد می‌کنند.
پادشاهی اکسوم از قدرت‌های منطقه‌ای اصلی در شاخ آفریقا بود و این پادشاهی توانست با تسخیر پادشاهی حِمیَر، کمی پیش از ظهور اسلام، در دو سوی تنگه تبدیل به یک قدرت منطقه‌ای بزرگ‌تر شود.
بریتانیای کبیر در سال ۱۷۹۹ به صورت یک‌جانبه جزیره پریم را ضمیمه امپراتوری هند خود کرد. انگلیسی‌ها در سال ۱۸۵۷ مالکیت خود بر این جزیره را تحکیم کرده و در ۱۸۶۱ با ایجاد یک فانوس دریایی در آن جزیره کنترل دریای سرخ و راه‌های بازرگانی به سوی کانال سوئز را در دست گرفتند.
کمپانی هند شرقی بریتانیا در سال ۱۷۹۹ میلادی جزیره پریم را به نمایندگی از امپراتوری بریتانیا در هند به‌طور یک‌جانبه تصرف کرد. دولت پادشاهی متحده بریتانیای کبیر و ایرلند در سال ۱۸۵۷ ادعای مالکیت این جزیره را مطرح کرد و در سال ۱۸۶۱ در آنجا فانوس دریایی ساخت تا بر دریای سرخ و مسیرهای تجاری کانال سوئز تسلط داشته باشد. از این جزیره تا سال ۱۹۳۵ به‌عنوان ایستگاه سوخت‌گیری کشتی‌های بخار استفاده می‌شد، تا اینکه با کاهش استفاده از زغال‌سنگ، بهره‌برداری از آن زیان‌ده شد.
حضور بریتانیا تا سال ۱۹۶۷ ادامه داشت، زمانی که این جزیره بخشی از جمهوری خلق یمن جنوبی شد. پیش از واگذاری، دولت بریتانیا پیشنهادی به سازمان ملل متحد ارائه داده بود تا جزیره بین‌المللی اعلام شود تا امنیت عبور و مرور از باب‌المندب حفظ شود، اما این پیشنهاد رد شد.
 در سال ۲۰۰۸، شرکتی متعلق به طارق بن لادن طرح‌هایی برای ساخت پلی به نام «پل شاخ آفریقا» بر روی این تنگه و پیوند یمن با جیبوتی ارائه کرد. شرکت Middle East Development LLC اطلاعیه‌ای برای ساخت پلی معلق بر فراز دریای سرخ منتشر کرد که قرار بود بلندترین گذر معلق جهان باشد. این پروژه به شرکت مهندسی COWI با همکاری دفتر معماری Dissing+Weitling، هر دو از دانمارک، واگذار شد، اما با اعلام تأخیر در مرحله نخست در سال ۲۰۱۰ و نبود هیچ به‌روزرسانی جدید، این طرح اکنون متوقف شده تلقی می‌شود.

## اهمیت در مسیر بازرگانی دریایی
تنگه باب‌المندب حلقهٔ پیوند راهبردی میان اقیانوس هند و دریای مدیترانه از طریق دریای سرخ و کانال سوئز است. بیشتر صادرات نفت و گاز طبیعی از خلیج فارس که از کانال سوئز یا خط لوله سومِد عبور می‌کنند، از هر دو تنگه باب‌المندب و تنگه هرمز می‌گذرند. با اینکه عرض باریک تنگه، کشتی‌ها را ملزم می‌کند از دریای سرزمینی کشورهای مجاور عبور کنند، اما طبق مادهٔ ۳۷ کنوانسیون حقوق دریاها سازمان ملل، مفهوم حقوقی گذر ترانزیتی برای باب‌المندب نیز اعمال می‌شود، گرچه اریتره برخلاف سایر کشورهای ساحلی، عضو این کنوانسیون نیست.
تنگه‌ها یا نقاط گلوگاه دریایی، گذرگاه‌هایی باریک در مسیرهای عمدهٔ دریانوردی جهانی هستند که برای امنیت انرژی جهانی حیاتی‌اند. عرض تنگه باب‌المندب در باریک‌ترین نقطه حدود ۲۶ کیلومتر (۱۴ مایل دریایی) است و این باعث شده که تردد نفتکش‌ها به دو مسیر ۲ مایلی برای ورود و خروج محدود شود.
بسته‌شدن تنگه باب‌المندب می‌تواند مانع عبور نفتکش‌هایی شود که از خلیج فارس به سوی کانال سوئز یا خط لوله سومِد می‌روند و آن‌ها را ناگزیر به دور زدن نوک جنوبی آفریقا کند؛ کاری که زمان و هزینهٔ ترابری را افزایش می‌دهد.
در سال ۲۰۰۶، برآورد می‌شد روزانه حدود ۳٫۳ میلیون بشکه نفت از این تنگه عبور کند، در حالی‌که مجموع انتقال نفت با نفتکش در جهان حدود ۴۳ میلیون بشکه در روز بود. این مقدار در سال ۲۰۱۴ به ۵٫۱ میلیون بشکه در روز (نفت خام، میعانات و محصولات پالایشی) رسید که عمدتاً به سوی اروپا، آمریکا و آسیا می‌رفت. در سال ۲۰۱۸ این رقم به حدود ۶٫۲ میلیون بشکه در روز رسید. در سال ۲۰۱۷، کل عبور نفت از این تنگه حدود ۹٪ از کل بازرگانی دریایی نفت (نفت خام و پالایشی) را شامل می‌شد. حدود ۳٫۶ میلیون بشکه در روز به سمت شمال (اروپا) و ۲٫۶ میلیون بشکه در روز در جهت مخالف، عمدتاً به بازارهایی مانند سنگاپور، چین و هند جریان داشت.